# 豆狸

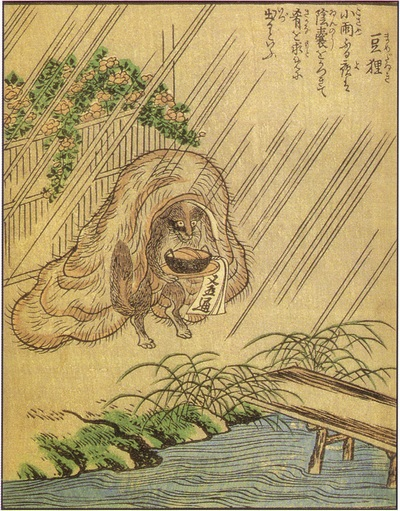
『絵本百物語』,「豆狸」,竹原春泉畫

豆狸（まめだぬき）是日本傳說中狸幻化的妖怪。西日本的江戶時代的怪谈集『絵本百物語』有所記載。

## 概要

### 『絵本百物語』中記錄的豆狸
豆狸據說有擴展開來有八張榻榻米那麼大的阴囊，多棲息於關西地方。 。個頭差不多和狗一樣大，智慧比一般的狸高出很多，可以將阴囊吹大，以提高自己的視野，同時也顯得自己很龐大，甚至可以幻化出房間，它也會使用擴大的阴囊進行攻擊。
元祿年間、魯山的俳諧師某日借住在日向國（現在的宮崎縣）的高千穗的同好的家中。當天夜裡，在有八張榻榻米大小的房間裡創作魯山風格的俳句，不慎將煙斗裡的煙灰落在榻榻米上。突然間，榻榻米一下子捲了起來，房間也消失的無影無踪。俳諧師這才知道這個屋子是豆狸的阴囊幻化出來的。 。

### 山陽地方的豆狸
山陽地方稱呼豆狸為マメダ，在山村老屋的壁櫥裡，偶爾會發現由豆狸幻化成的如三，四歲小孩大小的老太婆沉默地坐在那兒。 。

### 兵庫縣的豆狸
據明治時代的作家鷲尾三郎的記載，兵庫縣盛行酒造的灘地方，建造酒廠的地方原來是豆狸的居所，於是在造酒過程中，它們會偷走蒸好的米，或是將酒桶的塞子拔掉，將酒放光，或是大聲吹氣想把人嚇走，午夜人們會聽到豆狸搞出來的像是木製圓桶滾動或是雨水滴下的聲音，還有木屐走動，門戶開關，客人們來來去去的聲音。雖然當地的豆狸非常喜歡惡作劇，酒廠的老闆卻認為它們是守護神，據說如果酒廠裡生活了豆狸的話，其釀造的酒將會非常好。 。

### 德島縣的豆狸
在德島縣，據說如果夜裡豆狸在山頂圍著火跳舞，則第二天必定會下雨。 。

## 豆狸附身
也有人聲稱見過豆狸附身的情況，據說豆狸會附身於人且作弄他。有男子喝下了被豆狸吐了口水的酒而被豆狸附身，不久就失踪了。四天后在倉庫中發現神情茫然的男子，皮膚下有腫瘤像是活了般不斷移動。附身的豆狸很難驅逐，直到當年秋天人們為森助大明神修建了寺廟後才成功將其驅逐。 。
大阪地方的豆狸附身傳說比較多，心靈學者岡田建文的著作『動物界霊異誌』中記錄了以下事例：
明治40年（1907年），大阪東區（現在大阪中央區）谷町有人被豆狸附身，有霊能者受委託去到他家，看到患者的背後附了數匹豆狸的靈魂，其他人則都看不見。霊能者施術後，患者的左腕突然出現一個腫瘤，從腕部向指尖移動，並不斷有灰色的糖漿狀物體從其指尖滴出。該物體從很小逐漸變成饅頭大小，開始時高速旋轉，最後完全停止。這時這戶人家的門口偶然有巡迴中的巡査通過，這個物體突然就飛出家門，飛入巡査的胸口並附身。然後巡査開始處於狂亂狀態，拔出佩劍瘋狂地揮舞著離開。先前被附身的患者很快恢復了，而巡査的結局則不得而知。 。

## 腳註
1. ↑  草野巧『幻想動物事典』 新紀元社、1997年、292頁。 ISBN 9784883172832。
2. ↑  多田克己編『竹原春泉絵本百物語-桃山人夜話-』 國書刊行會、1997年、37頁。 ISBN 9784336039484。
3. 1 2 3 4  『竹原春泉絵本百物語-桃山人夜話-』 131-132頁。
4. 1 2 3 4  村上健司編著『妖怪事典』 毎日新聞社、2000年、313-314頁。 ISBN 9784620314280。